# 小櫻彎貝介
小櫻彎貝介（学名：Loxoconcha prunulla）为彎貝介科彎貝介屬下的一个种。